# Steve Young (politico)
Steven Keith Young (Calgary, 17 maggio 1969) è un politico ed ex hockeista su ghiaccio canadese.
Membro dell'Assemblea legislativa dell'Alberta è stato eletto il 23 aprile 2012 nel distretto elettorale di Edmonton-Riverview. Successivamente è stato nominato capo del gruppo parlamentare di maggioranza.

## Carriera sportiva
Ha giocato nella Western Hockey League fra il 1986 ed il 1990 e grazie a questo è stato scelto dai New York Islanders al draft NHL del 1989.
Young ha frequentato la University of Alberta e là ha giocato per la squadra degli Alberta Golden Bears, vincendo tre Canada West League Championships (1990-91, 1991-92, 1992-93) e un titolo nazionale CIS (1991-92).